# Caso 11-18-CN
El Caso N° 11-18-CN (Matrimonio igualitario) es una consulta sobre constitucionalidad de norma presentado ante la Corte Constitucional en Ecuador. El caso tenía por objetivo evaluar la constitucionalidad de las leyes ecuatorianas que impiden el contrato de matrimonio a parejas del mismo sexo (matrimonio igualitario), tomando en cuenta tanto los preceptos emanados de la Constitución vigente (promulgada en el 2008), como las opiniones vertidas por la Corte Interamericana de Derechos Humanos (Corte IDH) mediante la Opinión Consultiva OC 24/17 del 24 de noviembre de 2017.
El origen de este caso se remonta tras la consulta de constitucionalidad hecha por el Tribunal de la Sala Penal de la Corte Provincial de Justicia de Pichincha sobre la aplicabilidad de la Opinión Consultiva OC 24/17 de la Corte IDH sin que proceda previamente reformas tanto en el texto constitucional como en las leyes concernientes al matrimonio (Código Civil, LOGIDAC, entre otros).

## Antecedentes

### Opinión Consultiva OC-24/17
El 18 de mayo de 2016, el gobierno de Costa Rica —representado por su otrora segunda vicepresidenta Ana Helena Chacón— presentó ante la Corte Interamericana de Derechos Humanos (Corte IDH) una solicitud de opinión consultiva para determinar si la Convención Americana sobre Derechos Humanos (de siglas CADH, conocido también como Pacto de San José de Costa Rica) protegía el reconocimiento del cambio de nombre de las personas, de acuerdo con la identidad de género de cada una; si el Código Civil de dicho país tenía un procedimiento óptimo para aquellas personas que querían optar por un cambio de nombre según su identidad de género; y finalmente, si la Convención Americana reconocía y protegía los derechos patrimoniales derivados de un vínculo entre personas del mismo sexo.
La Corte IDH —luego del procedimiento iniciado en el 2016, las audiencias realizadas el 16 y 17 de mayo de 2017, y los escritos presentados con posterioridad— entró en fase de deliberación el 21 de noviembre de 2017, siendo expedida la correspondiente opinión consultiva el 24 de noviembre. La opinión que expidió la Corte IDH determinó que el derecho de las personas a acceder a un cambio de nombre según su identidad de género autopercibida en la vía administrativa, gratuita y expedita, era un derecho protegido por la CADH, además que los Estados miembros del Sistema Interamericano de Derechos Humanos debían garantizar el acceso de las parejas homosexuales a las figuras jurídicas ya existentes, incluyendo a la del matrimonio.

### Acción de protección
El 7 de mayo de 2018, la pareja conformada por Efraín Soria y Javier Benalcázar, activistas por los derechos del colectivo LGBT, con 12 años de relación sentimental, acudió al Registro Civil en Quito, con la finalidad de tramitar su matrimonio, sin embargo, debido a que el ordenamiento jurídico ecuatoriano no contempla la posibilidad del matrimonio entre personas del mismo sexo, su solicitud fue negada. A raíz de esto, la pareja decidió interponer una acción de protección, garantía jurisdiccional amparada en el artículo 88 de la Constitución ecuatoriana vigente, la misma que fue rechazada mediante sentencia del 14 de agosto de ese año.
Ante la negativa hacia su acción de protección, la pareja de Soria y Benalcázar decidió apelar dicha decisión, por lo que el recurso vertical fue de conocimiento por la corte provincial correspondiente. El Tribunal de la Sala Penal de la Corte Provincial de Justicia de Pichincha, en donde recayó por sorteo el recurso de apelación, decidió consultar ante la Corte Constitucional sobre la aplicabilidad o no de la Opinión Consultiva OC-24/17 de la Corte IDH respecto a previamente necesitar una reforma tanto en el texto constitucional como en los demás cuerpos normativos (leyes y reglamentos) del país.

## Objetivo del caso
Tribunal de la Sala Penal de la Corte Provincial de Justicia de Pichincha procede a realizar una consulta de constitucionalidad de norma, figura amparada en la Ley Orgánica de Garantías Jurisdiccionales y Control Constitucional (LOGJCC) en su artículo 142 inciso segundo, en el marco del procedimiento del control concreto de constitucionalidad. Según la providencia del 21 de marzo de 2019 expedida por el juez Ramiro Ávila Santamaría de la Corte Constitucional —en donde avoca conocimiento del caso y asume rol de juez sustanciador, además de convocar a audiencia pública— el motivo que llevó al Tribunal de la Sala Penal de la Corte Provincial de Justicia de Pichincha a realizar la consulta de constitucionalidad de norma, no se trata de ningún otro recurso u opinión sobre el recurso de apelación que se tramita en ese despacho, sino es únicamente sobre la aplicabilidad de la Opinión Consultiva OC-24/17 de la Corte IDH previa reforma constitucional y reformas legales:

Si la Opinión Consultiva OC 24/17 de la Corte IDH, que establece derechos más favorables, porque faculta contraer matrimonio entre personas del mismo sexo; si la Opinión es constitucional y aplicable sin que proceda en forma previa a reformar los artículos 67 de la CRE [Constitución de la República del Ecuador], 52 de la LOGIDAC [Ley Orgánica de Gestión de la Identidad y Datos Civiles] y 81 del CC [Código Civil], y de las demás normas y reglamentos existentes sobre el tema, sin que se vulnere el principio de supremacía de la Constitución y principio pro homine.

La Constitución de Ecuador de 2008, vigente al momento de la consulta, establece en el segundo inciso de su artículo 67 el requisito de que la pareja que desea contraer matrimonio deba ser heterosexual, dejando sin posibilidad a parejas de personas del mismo sexo de contraer dicho contrato:

Artículo 67.- [...]
[...] El matrimonio es la unión entre hombre y mujer, se fundará en el libre consentimiento de las personas contrayentes y en la igualdad de sus derechos, obligaciones y capacidad legal.
Constitución de la República del Ecuador, artículo 67 inciso segundo

El Código Civil ecuatoriano, en su artículo 81, especifica qué es y cómo se perfecciona el contrato civil del matrimonio, también dejando de lado la posibilidad del matrimonio igualitario:

Artículo 81.- Matrimonio es un contrato solemne por el cual un hombre y una mujer se unen con el fin de vivir juntos, procrear y auxiliarse mutuamente.
Código Civil, artículo 81

La Ley Orgánica de Gestión de la Identidad y Datos Civiles (también conocida por su acrónimo LOGIDAC) recoge el criterio impuesto tanto por el texto constitucional como del Código Civil haciendo hincapié en el requisito de que sea una pareja heterosexual la que obtenga el vínculo matrimonial: 

Artículo 52.- Autoridad ante quien se celebra e inscribe el matrimonio.- El matrimonio es la unión entre un hombre y una mujer y se celebra e inscribe ante la Dirección General de Registro Civil, Identificación y Cedulación. Fuera del territorio ecuatoriano, se celebra e inscribe ante el agente diplomático o consular, si al menos uno de los contrayentes es ecuatoriano.
[...]
Ley Orgánica de Gestión de la Identidad y Datos Civiles, artículo 52 inciso primero

## Audiencia pública
La audiencia pública del caso no. 0011-18-CN se instaló el 29 de marzo de 2019, a las 9:30 a. m., por los jueces de la Corte Constitucional, siendo presidida por el juez constitucional Ramiro Ávila Santamaría, juez sustanciador de este caso. Según lo dispone el ordenamiento jurídico ecuatoriano, por la naturaleza de este tipo de audiencias, existe la posibilidad de suspender la audiencia para recabar las declaraciones de todos los interesados en dicha consulta sin excederse de los 45 días desde su instalación.
Durante la audiencia, la cual se extendió desde las 9:30 hasta las 14:00, los jueces constitucionales empezaron a escuchar las declaraciones de los ciudadanos interesados en este tema, empezando por el activista Efraín Soria. Otro de los intervinientes fue Braulio Álvarez quien declaró que el proceso estaba viciado de nulidad al ser dirigido por el juez Ávila Santamaría, quien en el pasado había patrocinado causas a favor del matrimonio igualitario; dicha declaración fue contrarrestada por la jueza Daniela Salazar. También se contó con la declaración de la catedrática María Dolores Miño, en representación del Observatorio de Derechos y Justicia y de la Universidad Internacional del Ecuador, quien había presentado un amicus curiae en favor de los ciudadanos Soria y Benalcázar; la defensora del pueblo Gina Benavides, también en favor de la pareja Soria-Benalcázar; y, del ciudadano Andrés Domínguez, quien narró los maltratos que sufre la comunidad GLBTI. El juez sustanciador Ávila Santamaría manifestó que recibió dos solicitudes de recusación: tanto del abogado Diego Villamar Dávila, como de Vicente Taiano González -director general del Registro Civil- quienes expresaron su molestia al considerar que dicho juez incurrió en dar un criterio anticipado. El presidente de la Corte Constitucional, el doctor Hernán Salgado Pesantes, manifestó que las opiniones de Ávila Santamaría, mismas que fueron objeto de las peticiones de recusación, fueron hechas antes de que él fuese juez constitucional como criterio académico y que no pone en riesgo la imparcialidad de él en el caso.